# جمعية المرأة في العلوم
جمعية المرأة في العلوم (AWIS) تأسست في عام 1971 في الاجتماع السنوي للاتحاد الأمريكي لجمعيات علم الأحياء التجريبية (FASEB). تهدف المنظمة إلى مكافحة التمييز الوظيفي، وانخفاض الأجور، والعزلة المهنية. مجالات القضايا الرئيسية التي تتناولها الجمعية الحديثة هي التعويض العادل، والتكامل في العمل، والاستنزاف، والتطوير المهني.

## التاريخ
تأسست جمعية المرأة في العلوم في عام 1971 في الاجتماع السنوي لاتحاد الجمعيات الأمريكية للبيولوجيا التجريبية (FASEB)، بعد سلسلة من وجبات الغداء والوجبات الخفيفة التي نظمتها مجموعة نسائية غير رسمية. بعد إنشاء مدير تنفيذي ومكتب في واشنطن العاصمة، تم تنظيم فصول في جميع أنحاء البلاد لأفراد فرديين. كان الرؤساء المشاركون المؤسسون هم نينا شوارتز وجوديث بول. جنبا إلى جنب مع نساء أخريات في جمعيات العلوم، شمل إجراء مبكرة جمعية المرأة في العلوم بدء دعوى قضائية الجماعية ضد المعاهد الوطنية للصحة ردا على ضعف التمثيل في لجان مراجعة منح المعاهد الوطنية للصحة. تم إسقاط الدعوى القضائية بعد أن التقى ممثلو المجموعات، بما في ذلك شوارتز، مع روبرت مارستين، الذي كان رئيسًا للمعهد الوطني للصحة آنذاك، الذي التمس التوصيات والتزاما بتعيين المزيد من النساء. وتشمل المشاريع المبكرة إنشاء مؤسسة جمعية المرأة في العلوم التعليمية (المعروفة الآن باسم الجوائز التعليمية) لتلقي التبرعات ومنح الزمالات في عام 1997، فازت جمعية المرأة في العلوم بجائزة Presence Mentoring Award.

## الأنشطة والمنشورات
وتشمل أنشطة جمعية المرأة في العلوم الدعوة العامة، والأخبار، وتوزيع وسائل الإعلام، والبرامج التعليمية مثل برامج الإرشاد والجوائز الدراسية. جمعية المرأة في العلوم تنشر مجموعة متنوعة من المواد لإعلام النساء عن البرامج العلمية وقضايا المرأة، بما في ذلك مجلة جمعية المرأة في العلوم الفصلية و جمعية المرأة في العلوم في العمل! الدعوة والنشرة الإخبارية للسياسة العامة.

## ميثاق
يمثل أعضاء جمعية المرأة في العلوم الذين يمثلون 7.4 مليون امرأة تعمل في مجال العلوم والتكنولوجيا والهندسة والرياضيات، مهنيين وطلاب في مجموعة متنوعة من مجالات العلوم والتكنولوجيا والهندسة والرياضيات. أكثر من 50% من أعضاء جمعية المرأة في العلوم لديهم الدكتوراه في مجالات تخصصهم.
جمعية المرأة في العلوم لديها 49 فصلا في الولايات المتحدة، والتي تدعم التواصل والتوجيه المحلي، فضلا عن التواصل مع الشابات اللواتي يفكرن في وظائف في الاتحاد الأمريكي لجمعيات علم الأحياء التجريبية.

## روابط خارجية
- جمعية المرأة في العلوم National